# Mordellistena iridipennis
Mordellistena iridipennis es una especie de coleóptero de la familia Mordellidae.

## Distribución geográfica
Habita en Papúa.